# Daily Nation

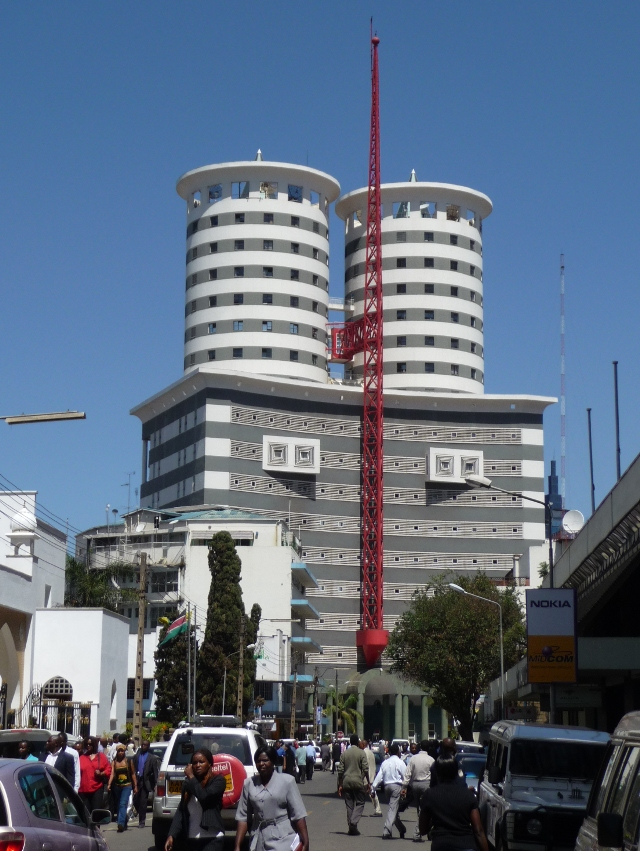
Nation Centre, som hyser huvudkontor och huvudredaktion.

The Daily Nation är Kenyas största dagstidning, med en upplaga på omkring 205 000 exemplar. Tidningen ges ut av Nation Media Group, som också äger bland annat The EastAfrican, radiostationen Easy FM och ugandiska Monitor.
Huvudredaktionen ligger i Nation Centre på Kimathi Street i centrala Nairobi.
The Daily Nations söndagsupplaga kallas Sunday Nation och fredagsupplagan Friday Nation. Tidningen har en swahilispråkig systertidning, Taifa Leo (en direkt översättning av 'Daily Nation'), med söndagsutgåvan Taifa Jumapili.